# Adesmia cuneata
Adesmia cuneata là một loài thực vật có hoa trong họ Đậu. Loài này được Mey. ex Vog. miêu tả khoa học đầu tiên.